# Bunodosoma cangicum
Bunodosoma cangicum is een zeeanemonensoort uit de familie Actiniidae.
Bunodosoma cangicum is voor het eerst wetenschappelijk beschreven door Belém & Preslercravo in 1973.